# Associação de proprietários de imóveis
Nos Estados Unidos, uma associação de moradores (ou associação de proprietários de imóveis, API, às vezes chamada de associação de proprietários) é uma associação privada geralmente formada por um agente imobiliário com o objetivo de comercializar, gerenciar e vender casas e lotes em uma subdivisão. Normalmente, a agência imobiliária transfere o controle da associação para os proprietários após vender um número predeterminado de lotes. Geralmente, qualquer pessoa que queira comprar uma residência dentro da área de uma associação de proprietários deve se tornar um membro e, portanto, deve obedecer aos documentos que regem, incluindo Artigos de Incorporação, CCRs (Convênios, Condições e Restrições) e Estatutos. As associações de moradores atuam principalmente no planejamento urbano, zoneamento e uso da terra, planejamento de crescimento, qualidade de vida, regras de tributação e o valor da propriedade na comunidade. Nos EUA maioria das associações de moradores é constituída e está sujeita a estatutos estaduais que governam empresas sem fins lucrativos e associações de moradores. A supervisão estatal das associações de proprietários é mínima e varia de estado para estado. Associações de moradores são comumente encontradas em empreendimentos residenciais desde a aprovação da Lei Davis-Stirling de Desenvolvimento de Interesse Comum, nos EUA em 1985.

## História
As APIs foram estabelecidas pela primeira vez por incorporadores de terras nos Estados Unidos em meados do século XIX. Seu crescimento foi limitado, no entanto, até a década de 1960, quando vários fatores levaram a um período de rápido crescimento nacional. O desenvolvimento residencial suburbano em larga escala foi incentivado pela Federal Housing Authority e pelo Urban Land Institute, pois a construção de rodovias facilitou o deslocamento para cidades de áreas externas. Havia uma preferência social crescente por controlar e preservar a qualidade arquitetônica nos empreendimentos. A quantidade de terras prontamente disponíveis diminuiu perto dos centros de negócios. O aumento dos custos de construção tornou o desenvolvimento em larga escala e as economias mais atraentes; e as regras federais de seguro hipotecário foram alteradas para incluir cooperativas e condomínios, bem como os desenvolvimentos planejados controlados pelas APIs.

## Operação
Embora em alguns casos a associação a API possa ser voluntária para um proprietário, na maioria dos casos ela é obrigatória. Depois que um proprietário compra uma propriedade dentro da subdivisão, ele se torna um membro obrigatório da API e deve pagar e cumprir as regras da API. Em troca, o proprietário / membro tem permissão para participar da gestão da API e usar as comodidades oferecidas pela API, desde que estejam atualizadas nas avaliações (ou em um plano de pagamento para se tornar atual). Depois que um proprietário vende ou transfere a titularidade em todas as propriedades pertencentes a API, o proprietário deixa de ser membro da API e perde todos os direitos anteriormente detidos.

### Governança
Geralmente, as APIs são estruturadas como corporações privadas ou associações privadas sem personalidade jurídica (geralmente como organizações sem fins lucrativos). As APIs são regidas pelos estatutos federais e estaduais aplicáveis às empresas (ou associações não incorporadas, se assim estruturadas), bem como aos "documentos governamentais" do próprio APIs.
Os documentos que regem o API geralmente "acompanham a propriedade", o que significa que todos os atuais e futuros proprietários de imóveis dentro da API serão vinculados por eles como uma condição de propriedade. Eles geralmente incluem:
- Os convênios, condições e restrições (CCRs) da subdivisão . Esses são provavelmente os documentos mais importantes que afetam a subdivisão e geralmente são criados quando a subdivisão é formada inicialmente e, como tal, são frequentemente registrados nos registros oficiais de propriedade do município ou outra jurisdição em que a subdivisão está localizada. Geralmente, os CCR especificam que tipos de estruturas podem ser instaladas em lotes (por exemplo, uma comunidade sofisticada pode proibir residências móveis ou trailers de viagem e exigir tamanhos mínimos em residências, juntamente com deslocamentos da linha de propriedade onde a construção é proibida) e outras restrições de propriedade ( por exemplo, nenhum animal, exceto animais domésticos tradicionais, nenhuma operação comercial).
- Estatutos da API.
- Em alguns casos, os documentos podem incluir regras promulgadas pelo conselho autorizadas (expressa ou implicitamente) pelas CCR.

Geralmente, os CCR são aplicáveis como documentos legais. No entanto, há casos em que uma CCR é tornada ilegal por leis estaduais ou federais promulgadas posteriormente e, portanto, não é mais aplicável.

## Impactos

### Para proprietários de imóveis
Os benefícios que uma associação de proprietários de imóveis (API) oferece aos proprietários de imóveis variam de acordo com os regulamentos e práticas específicos da API. Indivíduos também podem se beneficiar mais ou menos, dependendo de sua posição política na associação e do grau em que as decisões da comunidade correspondem às suas preferências. No processo judicial de 1994, Nahrstedt v. Lakeside Village Condominium Assn., a Suprema Corte da Califórnia observou:
 " . . As associações de proprietários "podem ser uma força poderosa para o bem ou para o mal" na vida de seus membros. Portanto, qualquer pessoa que compra uma unidade em um desenvolvimento de interesse comum, com conhecimento do poder discricionário de sua associação de proprietários, aceita 'o risco de que o poder possa ser usado de uma maneira que beneficie a comunalidade, mas prejudique o indivíduo' '. 
 Os benefícios para os proprietários podem incluir serviços de manutenção e gerenciamento, fornecimento de instalações recreativas, como piscinas e parques, cobertura de seguro, aplicação de padrões de aparência da comunidade que podem levar a valores mais altos de propriedade e a oportunidade de os membros planejarem o desenvolvimento de acordo com os valores da comunidade.
As desvantagens para os proprietários podem incluir os encargos financeiros das taxas de associação, multas punitivas e custos de manutenção dos padrões de aparência; restrições ao uso da propriedade e autonomia pessoal; e o potencial de má administração do conselho, incluindo a possibilidade de aplicação arbitrária ou pesada das regras.

### Para o município
Muitos municípios receberam APIs na convicção de que podem reduzir os custos operacionais para o governo local. Como os proprietários às vezes pagam por estradas, parques e outros serviços dentro do empreendimento, o governo local pode acreditar que pode obter receita com impostos sobre a propriedade dos proprietários em um empreendimento que custa pouco ou nada ao município.

Um estudo de 2009 das APIs da Califórnia sugeriu que essa suposição era parcialmente verdadeira, mas que o efeito geral dos APIs nos municípios era misto. Embora as APIs tenham compensado os custos dos governos da cidade em um pequeno grau, eles também reduziram a receita tributária geral porque seus membros, isolados da comunidade maior, tendiam a votar os impostos que a cidade exigia para financiar serviços. Isso levou a uma diminuição geral das despesas do governo que afetou desproporcionalmente os cidadãos que não residiam em uma API. 
 "... críticos de governos privados afirmam que as APIs corroem o apoio a instituições públicas. Quem se une pode ignorar o sistema público: os proprietários que temem o crime não precisam votar em dólares dos impostos para atacar a raiz do problema; eles podem construir um portão para manter os criminosos afastados. Os opositores sustentam que a erosão do apoio público, refletida nas urnas, leva a uma maior deterioração dos serviços municipais e a reduções nas receitas locais. Os não membros sofrem uma redução nos níveis de serviço público e podem estar em situação pior. No extremo, as associações de proprietários podem contribuir para sentimentos de secessão e retirada do setor público". 

### Para imobiliarias
Os promotores imobiliários estabelecem APIs na crença de que eles podem contribuir para a capacidade do desenvolvedor de construir e vender unidades com lucro. O fornecimento de amenidades comuns pode permitir que os desenvolvedores construam em uma densidade mais alta, se o governo local tiver incentivado esses resultados. Além disso, aliviando os municípios dos custos de manutenção de estradas e serviços públicos, os desenvolvedores podem obter termos mais favoráveis. Normalmente, o desenvolvedor mantém algum controle sobre o API até que um número especificado de unidades seja vendido, e os convênios, condições e restrições da API são implementados para promover esse objetivo.